# Крещение Руси (фреска)
«Крещение Руси» — фреска русского художника Виктора Васнецова во Владимирском соборе в Киеве, созданная в 1895—1896 годах. Расположена над входом на хоры.
Виктор Васнецов был приглашён для росписей Владимирского собора в 1885 году; позднее к нему присоединились Михаил Нестеров, Павел Сведомский, Вильгельм Котарбинский и некоторые другие художники. «Крещение Руси» стало одной из центральных композиций собора, в основу программы отделки которого «было положено осмысление религиозной истории России и её включённости в мировую культуру и историю через Византию».
На фреске Васнецов показал момент крещения киевлян в водах Днепра. На данной фреске при всей её торжественности и пафосности образ Владимира наделён ярко выраженными индивидуализированными чертами.

## Эскиз
Работе над фреской предшествовала одноимённая картина, датируемая 1890 годом (холст, масло. 214×187 см), хранящаяся в Государственной Третьяковской галерее в Москве. Приобретено П. М. Третьяковым у автора в 1893 году.
Своего рода парный этому эскизу второй эскиз «Крещение князя Владимира» (фреска над входом в крещальню) имеет тот же формат и размеры и ныне хранится в Нижегородском государственном художественном музее.